# Glarus Nord
Glarus Nord (Frans: Glaris Nord; Italiaans: Glarona Nord) is een gemeente in het Zwitserse kanton Glarus.
Glarus Nord telt 17.335 inwoners.

## Geschiedenis
De gemeente is op 1 januari 2011 ontstaan door de fusie van de toenmalige zelfstandige gemeenten Bilten, Filzbach, Mollis, Mühlehorn, Näfels, Niederurnen, Oberurnen en Obstalden.
Glarus Nord · Glarus · Glarus Süd
- Gemeinsame Normdatei: 1073293637
- Historisch woordenboek van Zwitserland: 050184
- MusicBrainz: 0531adb2-4dc3-4bf1-a9ea-4704d9f6caf4